# Ecdeiocolea monostachya
Ecdeiocolea monostachya är en gräsväxtart som beskrevs av Ferdinand von Mueller. Ecdeiocolea monostachya ingår i släktet Ecdeiocolea och familjen Ecdeiocoleaceae. Inga underarter finns listade i Catalogue of Life.